# 먹고 기도하고 사랑하라
《먹고 기도하고 사랑하라》(영어: Eat Pray Love)는 미국 작가 엘리자베스 길버트의 실화 바탕 수기를 원작으로 만들어진 전기 로맨틱 드라마 영화이다. 라이언 머피가 연출하고, 줄리아 로버츠 등이 출연하였다.

## 줄거리
안정된 직장, 번듯한 남편, 맨해튼 아파트까지 그야말로 모든 것이 완벽해 보이지만 서른 한 살의 언론인 리즈는 언젠가부터 이게 정말 자신이 원했던 삶인지 의문을 갖는다.
결국 진짜 자신을 되찾고 싶어진 리즈는 용기를 내어 정해진 인생에서 과감하게 벗어나 보기로 결심하고 일, 가족, 사랑 모든 것을 뒤로 한 채 무작정 일 년간 긴 여행을 떠난다. 리즈는 이탈리아에서 신나게 "먹고", 인도에서 뜨겁게 "기도하고", 발리에서 자유롭게 "사랑하는" 동안 진정한 행복을 느끼고 있는 자신을 발견하게 된다.

## 출연

### 주연
- 줄리아 로버츠 - 엘리자베스 "리즈" 길버트 역

### 조연
- 하비에르 바르뎀 - 펠리피, 리즈가 여행 중 사랑에 빠지는 브라질 사업가 역
- 제임스 프랭코 - 데이비드, 리즈가 이혼 완료 즈음 열정적인 관계를 맺는 남성 역
- 리처드 젱킨스 - 리처드, 인도 아슈람에서 알게 된 텍사스인 친구 역
- 바이올라 데이비스 - 딜리아 시라즈, 리즈의 절친 역
- 빌리 크루덥 - 스티븐, 리즈의 전남편 역
- 마이크 오맬리 - 앤디 시라즈, 딜리아의 남편 역
- 투바 노보트니 - 소피, 리즈가 로마에서 사귄 스웨덴인 친구 역
- 루카 아르젠테로 - 조반니, 리즈의 이탈리아어 과외교사이자 소피의 애정 상대 역
- 소피 톰프슨 - 커렐라, 아슈람의 여성 역
- 크리스틴 하킴 - 와이안, 리즈가 인도네시아에서 사귄 친구 역

## 기타 제작진
- 총괄 제작: 브래드 피트, 제러미 클라이너, 스탠 블로드카우스키
- 라인 제작: 타브레즈(터브리즈) 누라니, 닐 레이번
- 협력 제작: 게리 L. 헤이스
- 배역: 프랜신 메이즐러
- 미술: 빌 그룸
- 의상: 마이클 데니슨
- 세트 장식: 앤드루 베이스먼, 라파엘라 조반네티, 레티치아 산투치